# پایگاه هوایی سلمی
پایگاه هوایی سلمی (به انگلیسی: Salmi (air base)) یک فرودگاه نظامی است . این فرودگاه در کشور روسیه قرار دارد و در ارتفاع ۶ متری از سطح دریا واقع شده است.